# Olaf Koens
Olaf Koens (Châtillon-sur-Seine, 1985) è un giornalista olandese corrispondente dalla Russia e paesi dell'ex Unione Sovietica.

## Biografia
Koens ha studiato filosofia a Groninga e Bruxelles e ha iniziato la sua corrispondenza da Mosca nel 2007. Koens ha scritto reportage per Algemeen Nederlands Persbureau, la più importante agenzia di stampa olandese, Het Financieele Dagblad, per la rivista belga Knack e per vari media russi. Dal 2014 lavora per il quotidiano de Volkskrant, per i canali radio BNR Newsradio e RTL Nederland, oltre che come giornalista freelance per Yahoo! news e il Times.
Il 17 febbraio 2015 è stato premiato dalla rivista specializzata Villamedia come giornalista dell'anno 2014, per i reportage sulla situazione in Russia ed Ucraina nell'anno in cui si è avuta la crisi della Crimea del 2014 e sull'abbattimento in una zona di guerra in Ucraina del volo Malaysia Airlines 17 con 298 persone a bordo, tra cui molti olandesi.
Ha pubblicato il libro Koorddansen in de Kaukasus.